# Отвьель-Сен-Мартен-Бидеран
Отвье́ль-Сен-Марте́н-Бидера́н (фр. Autevielle-Saint-Martin-Bideren) — коммуна во Франции, находится в регионе Аквитания. Департамент — Атлантические Пиренеи. Входит в состав кантона Ортез и Тер-де-Гав и дю Сель. Округ коммуны — Олорон-Сент-Мари.
Код INSEE коммуны — 64083.

## География
Коммуна расположена приблизительно в 660 км к югу от Парижа, в 165 км южнее Бордо, в 50 км к западу от По.
По территории коммуны протекают реки Гав-д’Олорон и Сезон.

### Климат
Климат тёплый океанический. Зима мягкая, средняя температура января — от +5°С до +13°С, температуры ниже −10 °C бывают редко. Снег выпадает около 15 дней в году с ноября по апрель. Максимальная температура летом порядка 20-30 °C, выше 35 °C бывает очень редко. Количество осадков высокое, порядка 1100 мм в год. Характерна безветренная погода, сильные ветры очень редки.

## Население
Население коммуны на 2010 год составляло 173 человека.
| 1962 | 1968 | 1975 | 1982 | 1990 | 1999 | 2010 |
| ---- | ---- | ---- | ---- | ---- | ---- | ---- |
| 204  | 177  | 164  | 164  | 205  | 121  | 173  |

## Администрация
| Период | Период | Фамилия        | Партия                    | Примечания |
| ------ | ------ | -------------- | ------------------------- | ---------- |
| 1995   | 2014   | Фернан Лавинь  | Союз за народное движение |            |
| 2014   | 2020   | Патрик Балеста |                           |            |

## Экономика
В 2010 году среди 104 человек трудоспособного возраста (15-64 лет) 72 были экономически активными, 32 — неактивными (показатель активности — 69,2 %, в 1999 году было 67,1 %). Из 72 активных жителей работали 69 человек (38 мужчин и 31 женщина), безработных было 3 (1 мужчина и 2 женщины). Среди 32 неактивных 9 человек были учениками или студентами, 12 — пенсионерами, 11 были неактивными по другим причинам.

## Достопримечательности
- Церковь Св. Мартина (XIX век)[6]